# حوزه انتخابیه نقده و اشنویه
حوزهٔ انتخابیه نقده و اشنویه یکی از ۱۰ حوزه از حوزه‌های استان آذربایجان غربی برای انتخابات مجلس شورای اسلامی است. این حوزه به مرکزیت نقده، ۱ نماینده دارد.

## فهرست نمایندگان در مجلس شورای اسلامی
- اصغر رستمی دوره نخست
- علی پریزاد دوره دوم
- عبدالرحمان حسینی برزنجی دوره سوم
- صالح اکبری دوره پنجم
- مقصود اعظمی دوره ششم
- رسول پورزمان دوره‌های چهارم و هفتم
- علی زنجانی حسنلوئی دوره‌های هشتم و یازدهم
- عبدالکریم حسین‌زاده دوره‌های نهم، دهم و دوازدهم

## پی‌نوشت و منبع
- «جدول حوزه‌های انتخابیه در انتخابات دهمین دورهٔ مجلس شورای اسلامی» (PDF). مرکز پژوهش و سنجش افکار صدا و سیما. بایگانی‌شده از اصلی (PDF) در ۵ اكتبر ۲۰۱۸. دریافت‌شده در ۲۵ ژوئن ۲۰۱۶. تاریخ وارد شده در |archive-date= را بررسی کنید (کمک)